# Luigi Bernasconi
Giuseppe Luigi Bernasconi (ur. 3 maja 1909 w Sils Maria, zm. 1 kwietnia 1970 w Sankt Moritz) – włoski skoczek narciarski, uczestnik zimowych igrzysk olimpijskich, złoty medalista mistrzostw Włoch.
Uczestniczył w Zimowych Igrzyskach Olimpijskich 1928 w Sankt Moritz. Był jednym z trzech skoczków z Włoch, którzy wystartowali na igrzyskach w Szwajcarii.
Na tych igrzyskach wystąpił w zawodach na skoczni normalnej K-66. W pierwszej serii oddał skok na odległość 46,5 metra; wynik ten był jednym z gorszych wyników kolejki. W drugiej serii Włoch poprawił się aż o 12,5 metra, jednak nie ustał tej próby. Bernasconi zakończył konkurs z notą 10,020 pkt. (pierwszy sędzia dał mu notę 10,312, drugi 10,312 a trzeci 9,437) i zajął 33. miejsce na 38 skoczków, którzy wystąpili w konkursie.
Bernasconi był indywidualnym mistrzem Włoch w skokach narciarskich w 1928.